# Умій сказати «ні!»
«Умій сказати „ні!“» — радянський художній фільм 1976 року, знятий режисером Ходжакулі Нарлієвим на кіностудії «Туркменфільм».

## Сюжет
На вимогу батьків Тойчі довелося відмовитися від подальшого навчання й одружитися з незнайомою йому дівчиною Акджемал. А її серце було віддано іншому — юнакові з її селища. Після весілля вся сім'я, включаючи дітей, змушена була невпинно працювати, щоб виплатити величезний калим за наречену. Але не були щасливі молоді, не могла забути перше кохання Акджемал, хоч і стала матір'ю дітей Тойчі. Надірвавшись від непосильної роботи, Тойчі потрапив до лікарні. Тут він з усією глибиною відчув, скільки горя принесло їм з Акджемалом рішення батьків. І коли він отримав від неї звістку про те, що тепер і його молодшу сестру хочуть продати за двадцять тисяч, розлучити її з коханим, Тойчі повертається в аул, щоб запобігти новому нещастю, сказати «ні!» ганебного звичаю, який примушує людей до шлюбу без любові.

## У ролях
- Овез Геленов — Тойчі (дублював Борис Руднєв)
- Майя Аймедова — Акджемал (дублювала Інна Виходцева)
- Ата Бяшимов — Сари-ага (дублював Іван Рижов)
- Сабіра Атаєва — Дурсун-едже (дублювала Ніна Нікітіна)
- Тезегуль Ханниєва — Бахар (дублювала Євгенія Сабельникова)
- Халли Курбанов — Ягмур (дублював Сергій Мартинов)
- Хоммат Муллик — Нурлі-ага (дублював Костянтин Тиртов)
- Піркулі Атаєв — Аман-ага (дублював Роман Хомятов)
- Дільбер Розиєва — Гозель Дурдиєва (дублювала Людмила Стоянова)
- Вапа Мухамедов — роль другого плану
- Тачбібі Гафурова — сваха
- Курбан Кельджаєв — Черкес
- Ходжаберди Нарлієв — Мірза
- А. Нурмурадов — роль другого плану
- К. Чарияров — роль другого плану
- Аширмухамед Ішанкулієв — Азат
- Ата Довлетов — Ходжа, сусід по палате
- Лідія Котовщикова — медсестра
- Огулькурбан Дурдиєва — Айсолтан, сусідка
- Енегюль Алланова — мати
- Джерен Ішанкулієва — директор школи
- Олександр Краснопольський
- Худайберди Ніязов — роль другого плану
- Огультач Ханниєва — Огультач Ханниєва
- Акмурад Хуммедов — лікар
- Людмила Храмцова — роль другого плану

## Знімальна група
- Режисер — Ходжакулі Нарлієв
- Сценаристи — Ходжадурди Нарлієв, Ходжакулі Нарлієв
- Оператор — Овез Вельмурадов
- Композитор — Реджеп Реджепов
- Художник — Аннамамед Ходжаніязов